# Lommiswil
Lommiswil (im lokalen Dialekt Lommiswiu) ist eine politische Gemeinde im Bezirk Lebern des Kantons Solothurn in der Schweiz.

## Geographie

Luftbild (1949)

Lommiswil liegt auf 565 m ü. M., 5 km westnordwestlich des Kantonshauptortes Solothurn (Luftlinie). Das Haufendorf erstreckt sich an aussichtsreicher Lage auf einer breiten, leicht nach Süden geneigten Geländeterrasse am Jurasüdfuss, am Fuss der Hasenmatt, rund 130 m über der Ebene der Aare.
Die Fläche des 5,8 km² grossen Gemeindegebiets umfasst einen Abschnitt des Jurasüdhangs. Die breite Terrasse von Lommiswil, die sich sanft gegen das Aaretal hin neigt, nimmt den südlichen Gemeindeteil ein. Sie wird im Westen vom Tal des Lochbachs, im Osten vom Busletenwald begrenzt. Nach Norden geht das Gelände in einen dicht bewaldeten Steilhang über, den so genannten Vorberg am Südhang der Hasenmatt. Die nördliche Grenze verläuft auf dem Kamm der Weissensteinkette mit der Gitziflue (1327 m ü. M.); am Hang unterhalb der Hasenmattwiese wird mit 1360 m ü. M. der höchste Punkt von Lommiswil erreicht. Von der Gemeindefläche entfielen 1997 12 % auf Siedlungen, 43 % auf Wald und Gehölze und 45 % auf Landwirtschaft.
Zu Lommiswil gehören die Siedlung Im Holz (607 m ü. M.) oberhalb des Dorfes am Beginn des Steilhangs sowie einige Einzelhöfe. Durch starke Wohnbautätigkeit in den letzten Jahren sind Lommiswil und Im Holz heute lückenlos zusammengewachsen. Nachbargemeinden von Lommiswil sind Selzach, Oberdorf und Bellach.

## Bevölkerung
Mit 1630 Einwohnern (Stand 31. Dezember 2023) gehört Lommiswil zu den mittelgrossen Gemeinden des Kantons Solothurn. Von den Bewohnern sind 95,6 % deutschsprachig, 0,9 % französischsprachig und 0,9 % sprechen Italienisch (Stand 2000). Die Bevölkerungszahl von Lommiswil belief sich 1850 auf 417 Einwohner, 1900 auf 656 Einwohner. Im Verlauf des 20. Jahrhunderts pendelte die Bevölkerungszahl bis 1960 im Bereich zwischen 740 und 820 Einwohnern. Seither wurde eine deutliche Bevölkerungszunahme verzeichnet.

## Wirtschaft
Lommiswil war bis in die zweite Hälfte des 20. Jahrhunderts ein vorwiegend durch die Landwirtschaft geprägtes Dorf. Noch heute haben der Ackerbau und der Obstbau sowie die Viehzucht einen wichtigen Stellenwert in der Erwerbsstruktur der Bevölkerung. Weitere Arbeitsplätze sind im lokalen Kleingewerbe und im Dienstleistungssektor vorhanden. In der Gemeinde sind heute Betriebe des Bau- und Transportgewerbes, der Informatik und feinmechanische Werkstätten vertreten. In den letzten Jahrzehnten hat sich das Dorf dank seiner attraktiven Lage zu einer Wohngemeinde entwickelt. Viele Erwerbstätige sind deshalb Wegpendler, die hauptsächlich in den Regionen Solothurn und Grenchen arbeiten.

## Verkehr

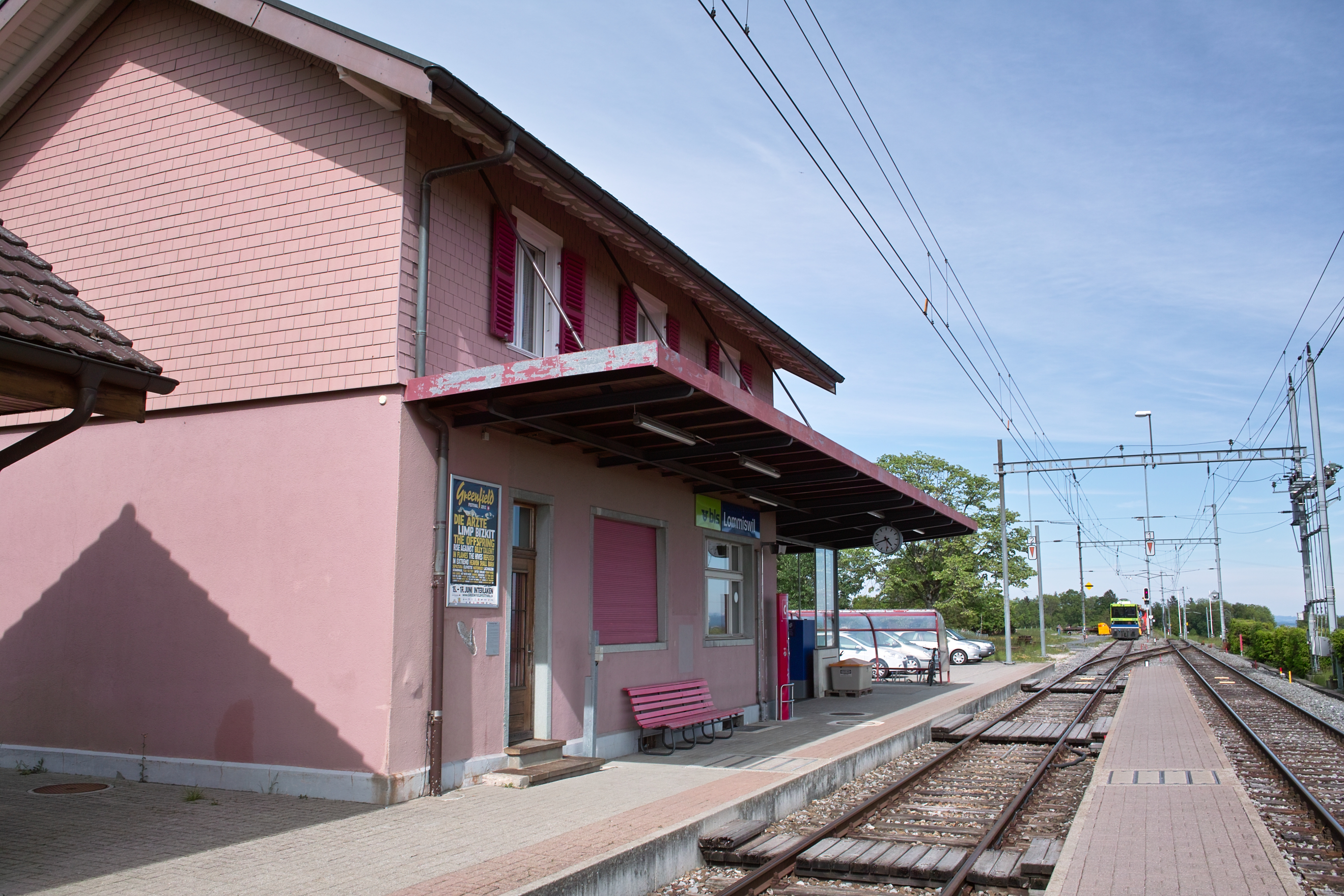
Bahnhof Lommiswil

Die Gemeinde liegt abseits der grösseren Durchgangsstrassen, ist aber von Solothurn und von Grenchen leicht erreichbar. Der nächste Anschluss an die Autobahn A5 (Solothurn-Biel) befindet sich rund 7 km vom Ortskern entfernt. Am 1. August 1908 wurde die Eisenbahnlinie der Solothurn-Münster-Bahn von Solothurn nach Moutier mit einem Bahnhof in Lommiswil und einer Haltestelle bei Im Holz in Betrieb genommen. Seit Ende 2007 ist Lommiswil durch einen Bus des Busbetrieb Grenchen und Umgebung mit Grenchen verbunden.
Seit 2012 fährt täglich der letzte Bus mit der Nummer 2 des Busbetrieb Solothurn und Umgebung nach Lommiswil.
Seit 2016 fahren täglich mehrere Busse nach Lommiswil, seit 2017 auch nach Im Holz.

## Geschichte
Die erste urkundliche Erwähnung des Ortes erfolgte 1292 unter den Namen Luomolswile und Lomolzwile. Später erschienen die Bezeichnungen Lomelswile (1296), Lomolswile (1318), Lomoswile (1327) und Lomiswile (1429). Der Ortsname geht auf den althochdeutschen Personennamen Lobawalt zurück. Die Namensendung -wil weist auf eine Gründung durch die Alemannen im 8. oder 9. Jahrhundert hin. Die Bedeutung des Ortsnamens ist demnach bei den Höfen des Lobawalt.
Lommiswil unterstand zunächst der Herrschaft Schauenburg, später gehörte der westliche Teil zur Herrschaft Altreu und teilte deren Schicksal. Im Jahr 1375 wurden das Dorf und die Germanuskapelle von den Guglern zerstört. Zusammen mit der Herrschaft Altreu gelangte Lommiswil 1389 an die Stadt Solothurn und wurde 1393 in die Vogtei Lebern eingegliedert, wobei es dem Gerichtsort Selzach unterstand. Nach dem Zusammenbruch des Ancien Régime (1798) gehörte das Dorf während der Helvetik zum Verwaltungsbezirk Solothurn und ab 1803 zum Bezirk Lebern.

## Sehenswürdigkeiten

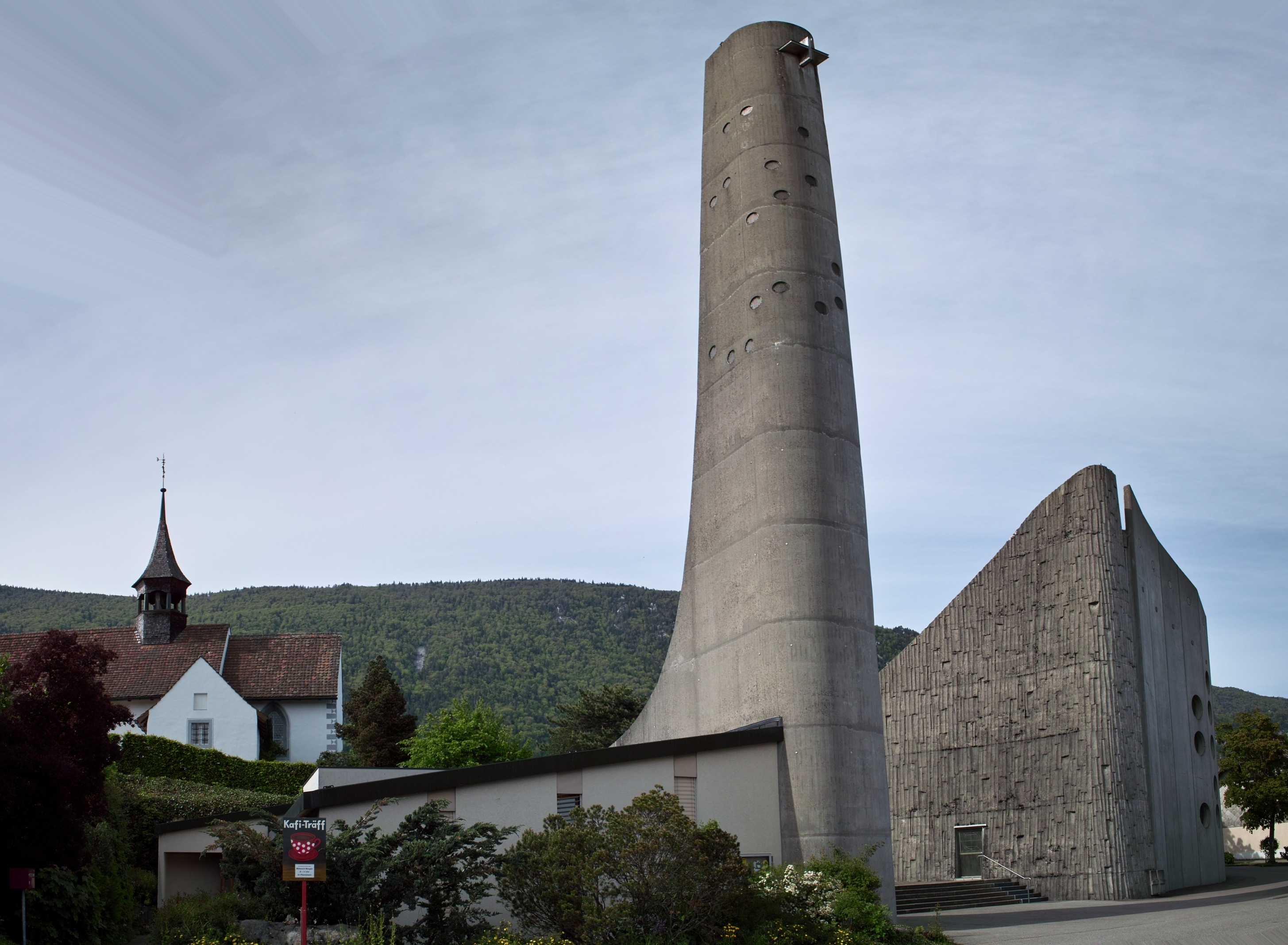
Kirchen St. German und Heilig Geist

Lommiswil besitzt zwei Kirchen, bildet aber erst seit 1951 eine selbständige Pfarrei; vorher gehörte es zur Kirchgemeinde Oberdorf. Die alte Kirche Sankt German, deren ursprünglicher Bau im Frühmittelalter erstellt, von den Guglern aber zerstört worden war, wurde 1481 wiederaufgebaut und später mehrfach restauriert beziehungsweise verändert. Im Jahr 1967 wurde die neue Heilig-Geist-Kirche eingesegnet, ein Schalenbetonbau des Architekten Roland Hanselmann und des Bauingenieurs Heinz Isler. Die Kirchweihe fand im Mai 1968 statt, der Glockenturm wurde später fertiggestellt.
Im Grenzgebiet zwischen Lommiswil und Oberdorf befindet sich am Jurasüdhang ein Steinbruch mit Aussichtsplattform, von der sich ein interessanter Blick auf zahlreiche Fussabdrücke von Dinosauriern bietet, die Dinosaurierplatte von Lommiswil. Die Fährten wurden vor rund 145 Millionen Jahren von Brachiosauriern im Sand entlang eines tropischen Flachmeers hinterlassen, das damals weite Teile Mitteleuropas bedeckte. Den Steinbruch erreicht man ab BLS-Haltestelle Im Holz oder Oberdorf zu Fuss in etwa 20 Minuten.

## Wappen
Blasonierung
In Blau auf grünem Plan rechtsschreitendes weisses Lamm, im erhobenen rechten Vorderknie goldbestangte rote Fahne mit durchgehendem weissen Kreuz